# Šatovník dlaskovitý
Šatovník dlaskovitý (Chloridops kona) je vyhynulý druh šatovníka, který byl endemitem Havajských ostrovů. Průměrná délka ptáka byla 15 cm. Šatovník byl olivově zelený a měl šedý zobák. Byl velmi vzácný již v době, kdy byl objeven, a domorodci ho vůbec neznali.

## Potrava
Šatovník dlaskovitý dokázal velmi silným zobákem rozlousknout tvrdou skořápku. Živil se také bezobratlými živočichy.

## Vyhubení
Jako důvod jeho vyhubení se udává ztráta přirozeného prostředí. Šatovník dlaskovitý byl naposledy viděn v roce 1894.

## Wilsonova zpráva
Ornitolog Scott Barchard Wilson, který ho popsal, vyzýval veřejnost, aby šatovníka dlaskovitéhoho zachovala v přírodě. Podle jeho popisu to byl pták zajímavý vzhledem, ale velmi málo zajímavý svým chováním. Byl nudný, pomalý, osamělý a velmi tichý – Wilson ho nikdy neslyšel zpívat. Jeho potrava se skládala ze semen tvrdých plodů Myoporum sandwicense. Když je louskal, bylo to slyšet do dálky. Zobák měl většinou špinavý od santalového stromu.

## Galerie

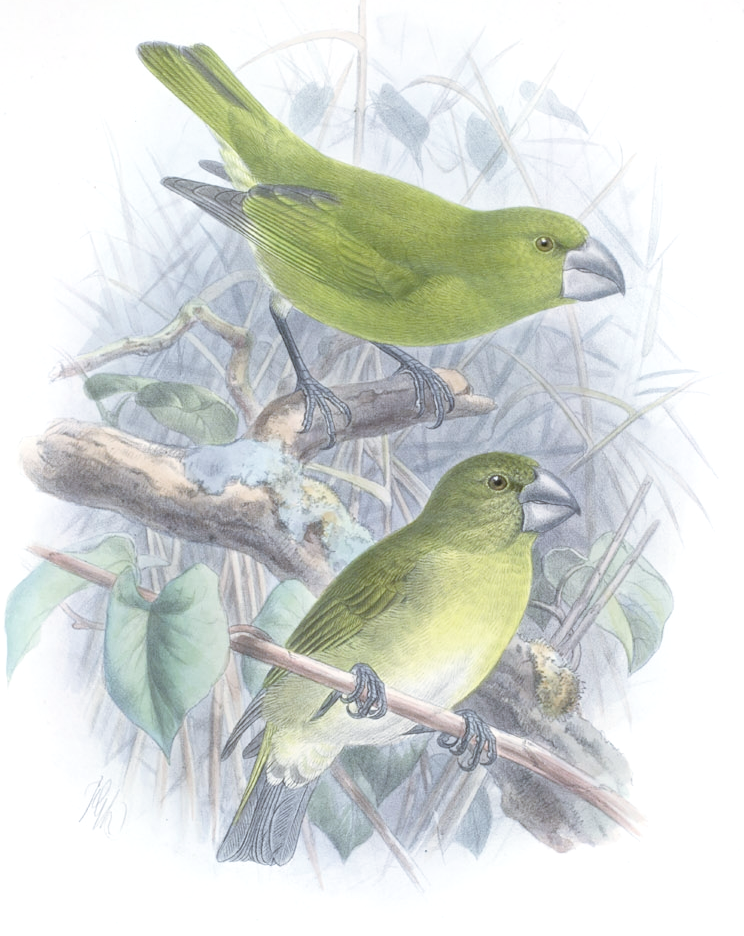
Ilustrace šatovníka dlaskovitého: nahoře dospělý jedinec, dole mladý
- 3D profil zobrazující šatovníka dlaskovitého